# Vilamalla
Vilamalla – gmina w Hiszpanii, w prowincji Girona, w Katalonii, o powierzchni 8,76 km². W 2011 roku gmina liczyła 1101 mieszkańców.